# Autobahnknoten Emilia
Der Autobahnknoten Emilia liegt nördlich der polnischen Stadt Łódź (deutsch: Lodz oder Lodsch) in der Woiwodschaft Łódź. Er verbindet die polnische Autobahn A2 und die Schnellstraße S14 miteinander. Zudem ist die DK 91 zu erreichen.

## Geschichte
Durch den Neubau der Schnellstraße S14 als Westumfahrung von Łódź zur Errichtung des Autobahnrings Łódź sollte eine Verbindung zwischen A2 und S14 entstehen. Die vorherige Ausfahrt Emilia der A2, die das gleichnamige Dorf mit der DK 91 an die Autobahn anschließt, wurde dafür provisorisch um einen Kreisverkehr erweitert. An diesen wurde die neue S14 angeschlossen und konnte somit einen Übergang zur A2 und DK 91 bilden.
Ursprünglich sollte die Ausschreibung für die Planung und Bau des rund 23 Kilometer langen Abschnittes vom Knoten Łódź-Lublinek bis zum heutigen Knoten Emilia im Oktober 2011 beginnen. Die Fertigstellung nach 18 Monaten Bauzeit war für das Jahr 2015 geplant. Der Abschluss der Ausschreibung konnte jedoch erst 2019 abgeschlossen werden, da die Finanzierung lange offen stand. Die Eröffnung erfolgte am 7. Juli 2023. Die Baukosten für den Abschnitt und den Knoten betrugen insgesamt 1,72 Milliarden Złoty (388 Mio. Euro). Damit war der Bau  abgeschlossen.

## Weitere Baumaßnahmen
Zukünftig soll die S14 weitere zwei Kilometer nach Norden über die A2 geführt werden und eine eigene Ausfahrt zur DK 91 erhalten. Dadurch wird der provisorische Kreisverkehr wohl wieder entfernt, sodass ein reiner Autobahn-/Schnellstraßenknoten entsteht.

## Aktueller Stand
Folgende Richtungen stehen zur Auswahl:
- DK 91 in nördliche Richtung nach Danzig
- Autobahn A2 in östliche Richtung nach Warschau und bis zur Grenze mit Belarus (in Bau/geplant)
- Autobahn A2 in westliche Richtung nach Posen und bis zur Grenze mit Deutschland
- Schnellstraße S14 und DK 91 in südliche Richtung nach Łódź
- Woiwodschaftsstraße 488 (ehemalige Strecke auf DK 91) in südliche Richtung nach Zgierz und Łódź